# Пауліна Май-Ервардт
Пауліна Май-Ервардт (уродж. Май, нар. 22 березня 1987, Злотув) — польська волейболістка, яка грає на позиції ліберо. Бронзова медалістка континентальної першості 2009 року. Учасниця двох чемпіонатів світу (2006, 2010). Бронзова призерка всесвітньої студентської Універсіади 2009 року.

## Із біографії
Виступала за команди БКС (Бельсько-Бяла), ПТПС (Піла), «Атом Трефль» (Сопот), «Мушинянка» (Мушина), «Хемік» (Полиці), «Будовляни» (Лодзь), ЛКС (Лодзь). Переможниця Кубка Європейської конфедерації волейболу 2013 року, п'ятиразова чемпіонка Польщі. Сезон 2017/2018 пропустила через народження дитини.
Найбільшим досягненням у складі національної збірної стала бронзова нагорода на чемпіонаті Європи 2009 року. У півфіналі її команда поступилася збірній Нідерландів, а в грі за бронзу була сильнішою за німецьких волейболісток. Учасниця двох чемпіонатів світу (2006, 2010) і двох відбіркових турнірів на Олімпійські ігри (2012, 2016). Всього за збірну Польщі провела 108 матчів. У складі студентської збірної Польщі — бронзова призерка Універсіади 2009 року.

## Клуби
| Роки      | Команди                  |
| --------- | ------------------------ |
| 2003—2005 | СМС ПЗПС (Сосновець)     |
| 2005—2008 | БКС (Бельсько-Бяла)      |
| 2008—2010 | ПТПС (Піла)              |
| 2010—2012 | «Атом Трефль» (Сопот)    |
| 2012—2015 | «Мушинянка» (Мушина)     |
| 2015—2016 | «Хемік» (Полиці)         |
| 2016—2017 | «Грот Будовляни» (Лодзь) |
| 2018—2019 | БКС (Бельсько-Бяла)      |
| 2019—2021 | «Хемік» (Полиці)         |
| 2021—2024 | ЛКС (Лодзь)              |

## Досягнення
Чемпіонат Європи
- Третє місце (1): 2009

Універсіада
- Третє місце (1): 2009

Кубок Європейської конфедерації волейболу
- Перше місце (1): 2013

Чемпіонат Польщі
- Перше місце (5): 2012, 2016, 2020, 2021, 2023
- Друге місце (2): 2011, 2017
- Третє місце (5): 2007, 2009, 2013, 2015, 2022

Кубок Польщі
- Перше місце (4): 2006, 2016, 2020, 2021
- Друге місце (5): 2007, 2012, 2014, 2017, 2023
- Третє місце (4): 2008, 2009, 2011, 2013

Суперкубок Польщі
- Перше місце (4): 2007, 2009, 2016, 2020

## Галерея

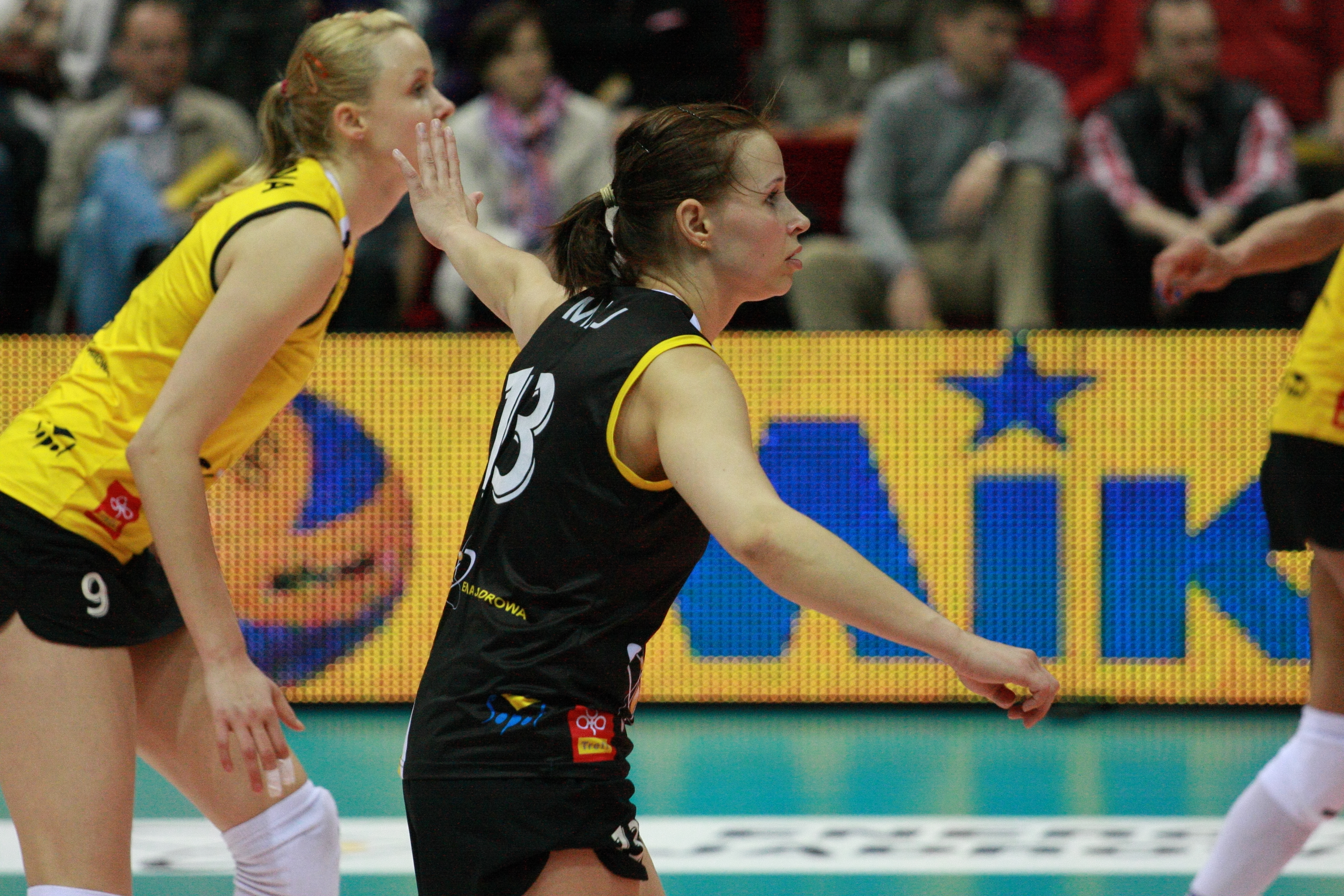
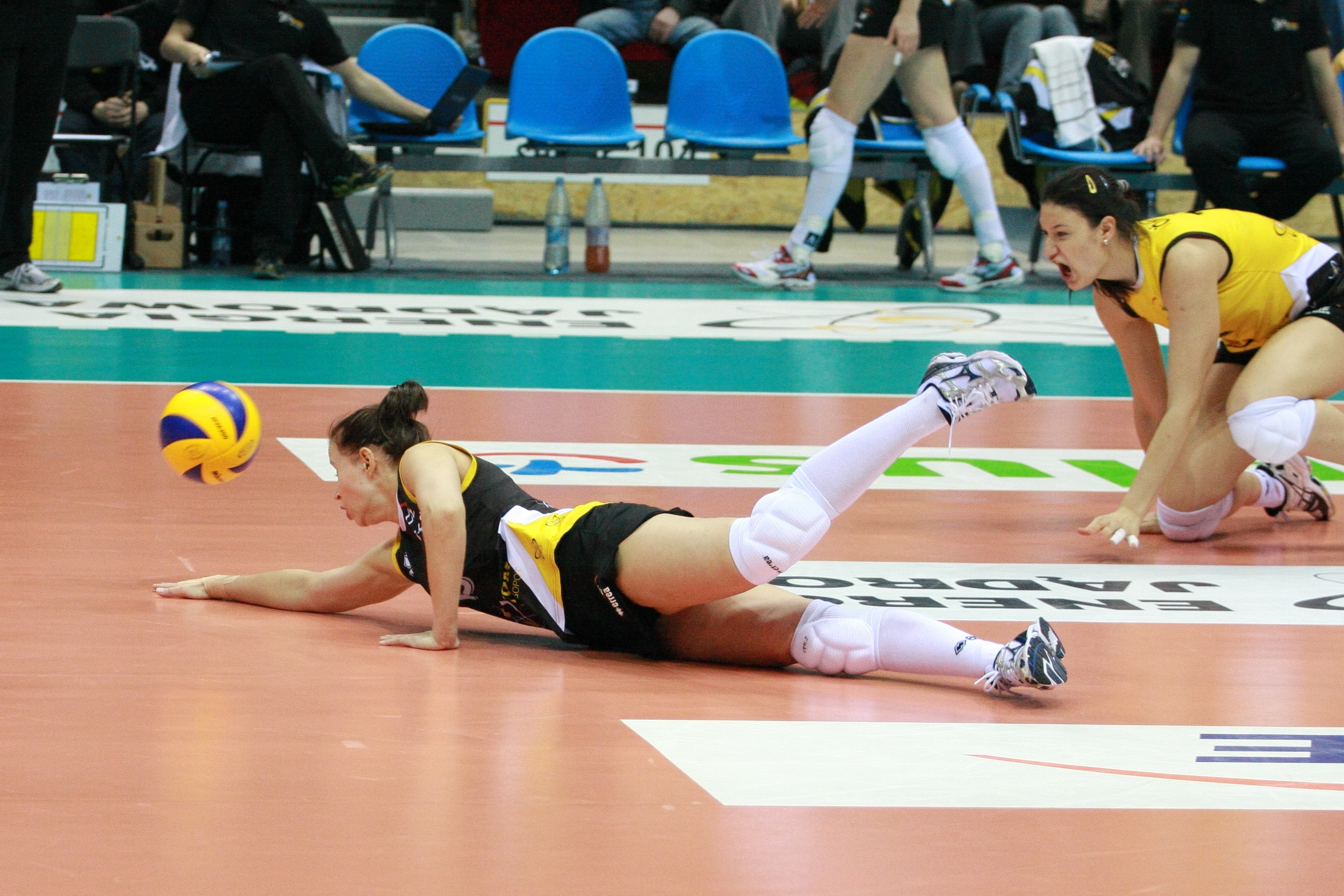